# Tabelle millesimali
Le tabelle millesimali, ai sensi della legge italiana, rappresentano le quote di proprietà nel condominio, espresso come rapporto fra il valore di ciascuna unità e il valore dell'intero edificio, fatto uguale a 1.000 (da qui il nome).

## Caratteristiche
Gli articoli 1118 e 1123 del codice civile italiano disciplinano la misura, rispettivamente, del diritto e dell'onere di contribuzione di ciascun condomino, stabilendo che questa sia proporzionale al valore del piano o della porzione di piano (unità immobiliare). Le disposizioni di attuazione del codice civile (all'art. 68) prevedono che esso debba contenere il valore di ciascun piano o porzione di piano e che i valori stessi debbano essere espressi in apposita tabella allegata al regolamento.
La tabella millesimale è, pertanto, costituita da una tabella sintetica, nella quale sono riportati i valori proporzionali relativi alle singole unità immobiliari; i valori rilevano sia per quanto riguarda il voto in assemblea, sia per quanto riguarda il contributo alle spese.

### Dettagli tecnici
Le tabelle sono un allegato del regolamento condominiale e ne rappresentano lo strumento attuativo più importante. Da esse dipendono la ripartizione delle spese ordinarie e straordinarie e le maggioranze assembleari. Devono essere redatte da un tecnico (Ingegnere, Dott. Agronomo, perito edile, geometra, architetto) che ha le competenze tecniche in quanto si dovrà sempre procedere alle operazioni materiali, come le misurazioni di tutte le unità immobiliari, e poi alla successiva elaborazione tecnica con redazione delle tabelle vere e proprie e un elaborato descrittivo cosiddetto Relazione qualitativa e quantitativa del condominio.

### Metodi di calcolo
La metodologia per la redazione, ad esempio delle tabelle millesimali generali (che esprimono le quote sulla proprietà comune) sono stabilite dalla superficie reale o volume delle varie unità immobiliari (appartamenti, negozi, sottotetti, ecc.) adattate con particolari coefficienti, questi coefficienti tengono conto delle caratteristiche intrinseche ed estrinseche di tutti i vani, calcolando così la superficie virtuale o volume virtuale. Ad esempio, i coefficienti più usati sono coefficiente di destinazione, di esposizione, di illuminazione, ecc., ma essi sono arbitrari e dipendono dalla sensibilità del tecnico. La somma delle superfici virtuali di tutte le unità immobiliari viene rapportata a mille e con semplice procedimento aritmetico (facendo una proporzione) si giunge alla compilazione della tabella millesimale. Le tabelle non possono tenere conto del valore locativo dell'immobile, per legge, ma tengono conto, per lo più, delle superfici, ai quali valori vengono applicati i coefficienti riduttivi di cui al Decreto del Ministero dei lavori pubblici 26 marzo 1966, n. 12480
È tuttavia compito del tecnico verificare e valutare i valori riduttivi suggeriti dalla Circolare Ministeriale LL. PP. 12480/1966, in relazione alla situazione esistente. Detti valori possono infatti essere calcolati e determinati dal Tecnico sulla base della Circolare Ministeriale LL.PP. del 04 dicembre 1964, n. 9836. È costume usuale non procedere tuttavia alle calcolazioni laboriose della circolare n. 9836/1964 e applicare i coefficienti del metodo speditivo suggerito dalla circolare n. 12480/66. Tuttavia, sebbene il metodo speditivo sia più agevole e comprensibile, anche a chi non abbia cognizioni tecniche, e dia risultati generalmente corretti, il metodo scientifico suggerito dalla Circolare LL.PP. N. 9836/64 è da ritenersi più corretto.
Il tecnico può anche avvalersi di appositi programmi per computer come ausilio nell'operazione. In taluni casi è comunemente preso in considerazione il volume delle unità immobiliari, in luogo delle superfici, poiché vi è differenza di altezze utili tra le varie unità (situazione tipica nei palazzi antichi), ovvero dovrà considerarsi un coefficiente di altezza che tiene conto delle differenze di spazi (è chiaro che in ambiente più alto ha un coefficiente maggiore poiché è suscettibile di un maggior utilizzo ad esempio con la creazione di un soppalco).
L'applicazione dei coefficienti correttivi è oggetto di forti discussioni e contrasti tra i condomini che si ritengono danneggiati dall'applicazione dei valori anziché altri.
Il D.M. del '66, nato per l'edilizia economica popolare, è solo un riferimento su cui il tecnico, incaricato alla redazione delle tabelle, si basa per determinare il coefficiente più appropriato.
Il metodo che elimina tutti i coefficienti correttivi, e quindi tutte le discussioni conseguenti, è quello della determinazione del valore di ciascuna unità immobiliare, la cui somma determina il valore complessivo dell'intero edificio condominiale.
La riforma del catasto fabbricato ha previsto l'inserimento delle superfici lorde, quindi commerciali, delle unità immobiliari, oltre al già presente indicatore dei vani. Orbene, se a tali superfici si applica il prezzo a metro quadro indicato nell'Osservatorio Immobiliare dell'Agenzia delle Entrate, otteniamo il valore di mercato di ciascuna unità immobiliare e quindi il valore complessivo dell'intero stabile. Con i valori così ottenuti è facile ragguagliare il tutto in millesimi di proprietà.

### Molteplicità
In ogni condominio possono esserci più tabelle millesimali. Quella principale, delle tabelle millesimali in senso stretto, normalmente detta "di proprietà", rappresenta i valori proporzionali delle varie proprietà e serve a suddividere la maggior parte delle spese del condominio.
Altre tabelle millesimali possono essere poste in essere per l'uso delle proprietà comuni: ad esempio, possono essere riferite alla singola rampa di scale, all'ascensore, all'impianto di riscaldamento centralizzato, al giardino. Queste tabelle devono considerare sia l'uso di servizi condominiali sia la quota di proprietà espressa dalle tabelle millesimali di proprietà.
Le più frequenti nella prassi sono le tabelle millesimali d'uso per la ripartizione delle spese riguardanti scale e ascensore (ove presente). In tal caso si adotta di solito il seguente criterio (indicato come principio dall'art. 1124 del Codice Civile): la quota è determinata per metà dai millesimi di proprietà e l'altra metà in proporzione all'altezza del piano abitato. Per ottenere le quote della seconda metà si divide questa per la sommatoria del numero di piani dell'edificio e il risultato si moltiplica per ciascun piano. Ad esempio: se in una palazzina di 5 piani con due unità immobiliari per piano, la spesa mensile per la pulizia delle scale è EUR 1.000,00, EUR 500,00 andranno divisi secondo il valore degli immobili (come da tabella millesimale, se esistente, o dividendo mille millesimi per il numero complessivo delle unità immobiliari che fanno uso di quel servizio, equiparando così le quote millesimali) e gli altri EUR 500,00 andranno divisi secondo i calcoli di cui sopra ovvero per ogni singolo immobile del terzo piano 500/10*3/2 = 75, per il quarto 500/10*4/2 = 100 ecc..
Una differenza importante è che, mentre alle tabelle millesimali di proprietà partecipano tutti i condomini (e di conseguenza alle spese ripartite con esse) senza possibilità di esclusione, le tabelle millesimali d'uso possono essere anche parziali. Ad esempio, alle spese ordinarie delle scale-ascensore, i condomini che non ne fanno uso possono essere esclusi (si pensi ai proprietari di negozi al pian terreno che hanno accesso indipendente e che non usufruiscono in nessun modo delle scale non dovendo neanche passare per l'androne del fabbricato).

## Approvazione, contenuto e modifica
Secondo quanto affermato dall’articolo 69 delle disposizioni attuative al codice civile italiano le tabelle millesimali possono essere modificate all’unanimità o a maggioranza, tuttavia la giurisprudenza della Suprema Corte di Cassazione è intervenuta diverse volte sull'argomento.

### Gli orientamenti giurisprudenziali
La giurisprudenza in passato ha stabilito che le tabelle esprimono una valutazione sul valore delle singole proprietà immobiliari, e pertanto queste ultime hanno contenuto negoziale e dovevano essere sempre approvate all'unanimità. Anche la loro redazione o modifica, in sede giudiziaria, richiedeva l'intervento dei singoli condomini. (Vedasi sentenze Suprema Corte di Cassazione 3967/84, 1057/85, 1602/95, nonché Tribunale di Milano e Tribunale di Roma, 4/3/97). Ciò comportava che fosse sempre necessaria l'unanimità dei condomini per l'approvazione o la modifica di tabelle e, in mancanza, ogni singolo condomino poteva adire l'autorità giudiziaria affinché provvedesse, citando ogni singolo condomino (e non l'amministratore) davanti al giudice.
Per lungo tempo anche la Suprema Corte ha fatto riferimento alla natura negoziale dell'atto di approvazione delle tabelle millesimali, nel senso che, pur non potendo essere considerato come contratto, non avendo carattere dispositivo (in quanto con esso i condomini, almeno di solito, non intendono in alcun modo modificare la portata dei loro rispettivi diritti e obblighi di partecipazione alla vita del condominio, ma intendono soltanto determinare quantitativamente tale portata), deve essere inquadrato nella categoria dei negozi di accertamento, con conseguente necessità del consenso di tutti i condomini (sent. 8 luglio 1964 n. 1801). Tuttavia, anche nella precedente giurisprudenza della Corte le deliberazìoni in materia delle modifiche a tabelle millesimali adottate dalla assemblea, sia a maggioranza sia a unanimità dei soli condomini presenti, non configuravano una ipotesi di nullità non assoluta, ma soltanto relativa, in quanto non opponibile dai condomini consenzienti. Già in passato le modifiche non votate all'unanimità non erano del tutto prive di efficacia, in quanto obbligavano tutti coloro che avevano votato a favore della modifica, ad accettare una ripartizione delle spese conseguente alle nuove tabelle. Almeno la Suprema Corte applicava questo orientamento, laddove più di frequente i tribunali di primo grado e di appello annullavano le delibere richiedendo l'unanimità dei consensi.

### La sentenza della Cassazione n. 18477/2010
La sentenza 18477 del 9 agosto 2010 delle sezioni unite della Corte di Cassazione inverte questo orientamento e sostiene che l'approvazione o modifica delle tabelle millesimali non è un negozio di accertamento del diritto di proprietà sulle singole unità immobiliari e sulle parti comuni, la tabella millesimale serve solo a esprimere in precisi termini aritmetici un già preesistente rapporto di valore tra i diritti dei vari condomini, senza incidere in alcun modo su tali diritti:
- non accerta nessun diritto di proprietà, i quali sono desumibili da altri atti pubblici di maggior forza, come un rogito notarile (per compravendita o permuta), oppure il condono edilizio di una parte costruita abusivamente;
- non ha natura negoziale, perché viene meno la caratteristica propria del negozio giuridico della conformazione della realtà oggettiva alla volontà delle parti. Non solo sono predeterminati da altri atti i diritti di proprietà, ma anche l'obbligo contributivo del condomino sarebbe calcolabile anche senza votazione delle parti in quanto determinato dalla legge, che con una precisa normativa tecnica identifica rapporto di valore fra questi diritti di proprietà. L'atto di approvazione delle tabelle fa capo a una documentazione rìcognìtìva di tale realtà ed è un parametro dì quantificazione dell'obbligo contributivo del condomino, determinato in base a una valutazione tecnica.

Poiché la delibera assembleare non è un negozio di accertamento (e nemmeno un contratto) per la modifica non è obbligatoria l'unanimità degli aventi diritto o dei presenti in assemblea né la forma scritta. Per la modifica dei valori delle tabelle millesimali si applica l'art. 1136 comma 2 del codice civile, e quindi è sufficiente una maggioranza non qualificata, raggiungere il doppio requisito che votino a favore la maggioranza dei presenti all'assemblea (voto capitario) e che questa maggioranza a favore rappresenti i 501/1000 del condominio ove si decidono le modifiche.
Confedilizia ha operato una interpretazione restrittiva della portata della sentenza, sottolineando che non possono essere modificate a maggioranza le tabelle millesimali:
- riguardanti i diritti di proprietà e il godimento delle parti comuni, perché sarebbe leso un diritto soggettivo indisponibile, che non può essere rimesso alla volontà della maggioranza. Queste tabelle tipicamente si utilizzano per la ripartizione di spese straordinarie;
- in presenza di tabelle millesimali derivanti da un precedente atto negoziale votato all'unanimità dei condomini (laddove il regolamento condominiale non preveda esplicitamente la possibilità di una modifica a maggioranza), in base al principio generale che un contratto letto, approvato e sottoscritto, salvo diversa indicazione, non è modificabile o recedibile unilateralmente senza il consenso unanime dei contraenti.

La modifica a maggioranza delle tabelle millesimali sarebbe invece lecita per la ripartizione delle spese ordinarie, che comunque costituiscono la quota prevalente del bilancio condominiale e delle rate degli inquilini. Il requisito è diverso da quello per la validità dell'assemblea: perché l'assemblea sia valida i presenti devono rappresentare i 501/1000 della proprietà, mentre per modificare le tabelle millesimali i votanti a favore devono rappresentare i 501/1000.
Tuttavia, l'introduzione del voto a maggioranza aprirebbe scenari diversi:
- da una parte diminuiranno i contenziosi giudiziari ex art. 69 disposizioni di attuazione del C.C., cioè quelli per cui non potendo raggiungere l'unanimità, dovendo per forza svantaggiare qualche condomino che gode di una situazione favorevole, è necessario ricorrere alla autorità giudiziaria. Ad esempio, dovuti alle trasformazioni di spazi non residenziali come balconi e terrazze in verande e quindi residenziali (tali da aumentare la quota di proprietà condominiale) ovvero per le trasformazioni urbanistiche dei sottotetti in mansarde.
- dall'altra parte potrebbe creare altri tipi di contenziosi, ad esempio, per eventuali accordi tra condomini che riuniti in una maggioranza semplice 50%+1 e con un tecnico compiacente, potrebbe portare ad adottare quote millesimali ingiuste ma favorevoli a questi ultimi.

Il condomino che ritiene di avere subito un aumento illegittimo dei millesimi di proprietà a suo carico può impugnare la delibera e ottenere dal giudice la sospensione, per la quale l'amministratore è tenuto all'applicazione delle tabelle preesistenti, fino all'accertamento definitivo.
Il combinato disposto di questa sentenza e della Cass. civ., Sez. unite 8 aprile 2008, n. 9148), comporta che la ripartizione pro quota delle spese non pagate da un singolo condomino può diventare una mera tutela formale, perché si possono cambiare le tabelle in modo che alcuni condomini paghino più di altri per un proprietario moroso. Prima di questa sentenza, il singolo condomino non poteva essere chiamato ad anticipare più di una cifra massima nota, corrispondente al debito del condomino moroso ripartito per i suoi millesimi di proprietà (non modificabili se non all'unanimità).
una mera tutela formale

## La revisione
L'art. 69 delle disposizioni di attuazione del codice civile italiano dispone che le tabelle possano venire modificate ricorrendo una di queste due condizioni:
1. quando risulta che sono conseguenza di un errore;
2. quando, per le mutate condizioni di una parte dell'edificio, in conseguenza di sopraelevazione, di incremento di superfici o di incremento o diminuzione delle unità immobiliari, è alterato per più di un quinto il valore proporzionale dell'unità immobiliare anche di un solo condomino. In tal caso il relativo costo è sostenuto da chi ha dato luogo alla variazione.

Contrasti giurisprudenziali sono sorti relativamente al significato di errore.
In passato, infatti, si erano affermati due indirizzi; il primo, stabiliva che la semplice divergenza tra valore oggettivo e valore espresso integrasse sempre presupposto per la modifica della tabella; in questa ipotesi, qualora il singolo condomino avesse verificato, per mezzo di un tecnico, che la sua proprietà fosse stata sopra valutata in relazione alle spese, poteva chiedere la revisione, occorrendo, anche al Giudice e ciò semplicemente sulla base di una divergenza oggettiva. Il secondo indirizzo, più restrittivo, enunciava il principio secondo il quale non fosse sufficiente la divergenza oggettiva, ma colui che richiedesse la rettifica, dovesse dimostrare che la sua approvazione fosse stata frutto di un errore della volontà, errore essenziale, in quanto, se conosciuto, avrebbe comportato la mancata approvazione; naturalmente ciò integra un aggravamento dell'onere della prova che renderebbe oltremodo difficile procedere a qualsiasi azione.
Le Sezioni Unite della Cassazione erano intervenute con la Sentenza n. 6222 del 9/7/97, suffragando il primo orientamento ma, di recente, la Sentenza n. 7908 del 12 giugno 2001 si è espressa in maniera difforme, riaprendo la questione; tale ultima pronunzia ha stabilito il principio secondo il quale, qualora la tabella abbia natura contrattuale, sia esperibile l'azione di cui all'art. 69 disp. Att. c.c., e sia esperibile l'ordinaria azione di annullamento del contratto per vizio della volontà (errore essenziale, violenza o dolo).
La citata Sentenza n. 7908 del 12 giugno 2001 sembrerebbe lasciare aperta la porta all'esistenza di tabelle non contrattuali ma approvate a maggioranza; tale principio si porrebbe in contrasto con l'orientamento pressoché uniforme che vede necessaria l'approvazione all'unanimità delle tabelle. Su questa scia, Il Tribunale di Milano con sentenza del 12 febbraio 2007 n. 1812 ha ritenuto che l'assemblea può approvare o modificare, con le maggioranze stabilite dall'art. 1136, comma 2, c.c. e senza incorrere in alcuna nullità, la tabella di natura non contrattuale. La delibera assembleare potrà solo essere annullata solo nel caso in cui non tenga conto della disposizione di cui agli artt. 1123, 1124, 1126 c.c.
Il consenso dei condomini all'approvazione o alla modifica delle tabelle non deve necessariamente risultare da formale delibera assembleare, ben potendo risultare anche dal comportamento tacito ma inequivocabile dei condomini (ad esempio, utilizzo di una nuova tabella, con effettuazione di pagamenti sulla base della stessa, senza contestazioni da parte di alcuno, per anni). (Cass. Sez. II Civile, sentenza n. 8863 del 28 aprile 2005)
La Corte suprema di cassazione attraverso la sentenza n. 18477 del 9 agosto 2010 ribadisce la natura maggioritaria della possibilità di modifica della tabella millesimale come da dettato dall'art. 1136 (e non erroneamente 1139 come riportato nella sentenza), comma 2 del Codice Civile.